# Amazones (Kadhafi)

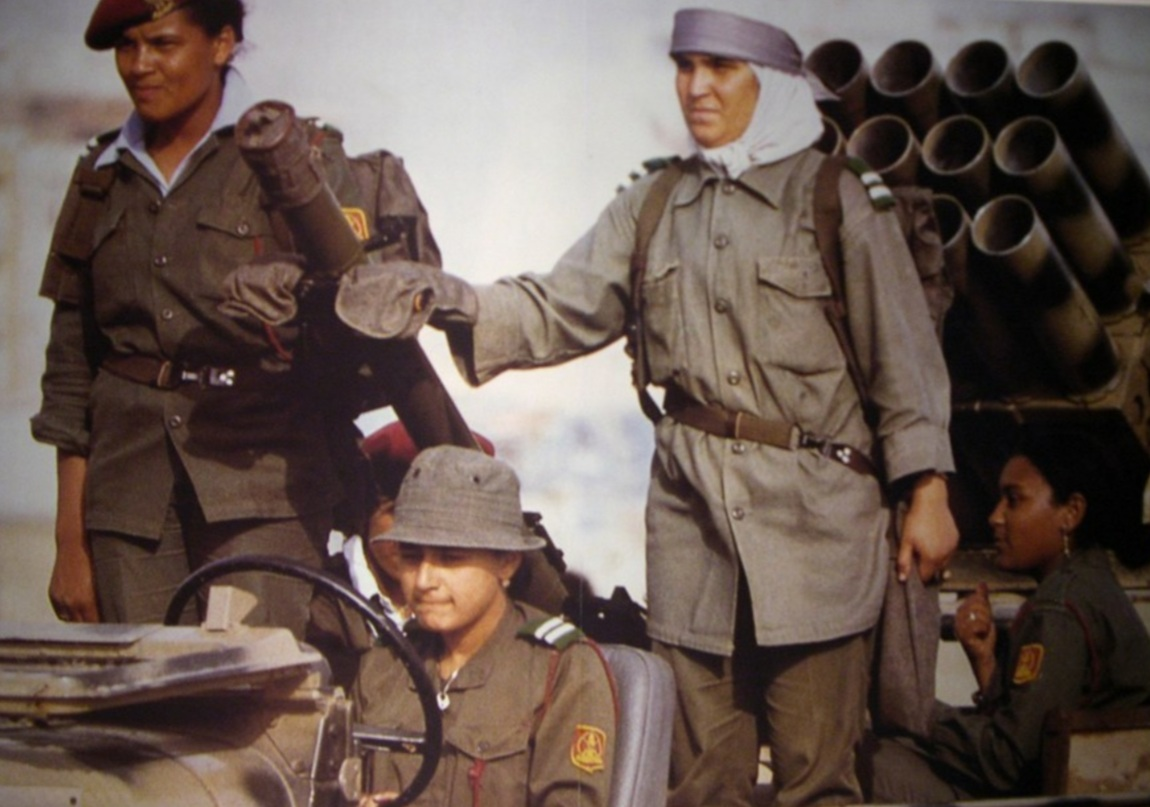
Photo d'Amazones au musée de Tripoli.

Pour les articles homonymes, voir Amazone.
Ne doit pas être confondu avec Amazones de Syrie.
Le surnom d'Amazones était attribué à une force militaire d'élite de la Jamahiriya arabe libyenne, constituant une unité exclusivement féminine de gardes du corps, chargées de la protection de Mouammar Kadhafi, Guide de la révolution et principal dirigeant du régime. Ce surnom fait référence aux Amazones de la Libye antique.

## Histoire
Durant sa période au pouvoir, Kadhafi s'est fait officiellement l'avocat de l'égalité entre les hommes et les femmes, au nom de ses principes « révolutionnaires » et d'une conception réformiste de l'islam. Au début des années 1980, il s'entoure d'une garde rapprochée formée de jeunes  « volontaires » féminines et crée un corps de « religieuses révolutionnaires »  (al-rahibat al-thawriyyat, الراهبات الثوريات) s'inspirant ouvertement du modèle des nonnes chrétiennes. En 1983, il crée une académie militaire réservée aux femmes. Les « amazones » proprement dites sont constituées par le corps d'élite des « Gardes jamahiriyennes » chargées de la protection rapprochée de Kadhafi en personne, appelées en Afrique du Nord les Haris al-Has (« Gardes privées »). Les « amazones » de Kadhafi sont censées être toutes vierges et tenues par un vœu de chasteté,. 
Environ 400 femmes, se succédant par roulement, font partie au fil des années des « amazones » de Kadhafi, qui comptent à peu près 40 recrues à la fois bien que leurs effectifs exacts soient difficiles à évaluer. L'escorte féminine de Kadhafi, portant uniformes, treillis et kalachnikovs, suscite la curiosité internationale et devient à partir des années 1980 l'un des traits singuliers du dirigeant libyen lors de tous ses déplacements officiels. Les recrues féminines de Kadhafi sont présentées comme un corps de militaires d'élite, surentraînées aux arts martiaux et au maniement des armes. Elles sont logées dans un immeuble de la Brigade 77, au milieu d'un complexe de hangars à Tripoli. En parallèle à leurs fonctions au service direct de Kadhafi, certaines travaillent dans le civil ou dans les forces armées. L'une d'elles périt en 1998 lors d'un attentat contre le convoi de Kadhafi à Sidi Khalifa (en) et une autre aurait abattu en 1989 un islamiste qui tentait d'assassiner le Guide.
Après la chute de Kadhafi consécutive à la guerre civile de 2011, plusieurs anciennes « amazones » ont déclaré avoir subi des violences sexuelles répétées de la part de Kadhafi lui-même, de ses officiers supérieurs et de son entourage : une partie au moins des « amazones » auraient en outre été recrutées de force et enlevées à leurs familles,,. Selon une jeune femme qui, interrogée par Le Monde, dit avoir été l'« esclave sexuelle » de Kadhafi après avoir été arrachée à sa famille à l'âge de quinze ans, les « amazones » étaient séparées en deux catégories, les simples otages sexuels et les vraies militaires entraînées, ces dernières étant distinguées par leurs uniformes bleus et constituant les seules véritables gardes du corps de Kadhafi : « La tenue bleue était réservée aux vraies gardes entraînées. La tenue kaki n'était en général que du cirque ». Les « véritables » amazones étaient notamment chargées de surveiller les recrues et de passer à tabac celles qui se défendaient contre les violences sexuelles. D'anciennes amazones ont également raconté avoir été contraintes, durant la guerre civile, d'exécuter des rebelles prisonniers.
En septembre 2012, Annick Cojean publie Les Proies : dans le Harem de Kadhafi, où elle évoque notamment les Amazones de Kadhafi : alors que certaines étaient directement enlevées à leurs familles et vêtues d'uniformes avant de devenir de simples gardes de parade du Guide, certaines ont effectivement fréquenté l'académie militaire qui leur avait été dédiée. Néanmoins, selon l'auteur, la majorité étaient de simples esclaves sexuelles du dirigeant libyen. Annick Cojean rapporte également que de nombreuses Amazones « ont été liquidées après la chute de Kadhafi. En Libye, une femme seule n'a pas droit à une existence. Beaucoup n'ont pas vraiment eu d'autre choix que de devenir prostituées ».
Traduit dans une vingtaine de langues et plusieurs fois primé, ce livre a constitué un événement dans de nombreux pays, notamment dans le monde arabe. Toutefois, au contraire des affirmations contenues dans le livre, Amnesty international constate lors d'une enquête que beaucoup de ces accusations étaient des inventions des rebelles.

## Au cinéma
Des Amazones du même type que celles de Mouammar Kadhafi sont présentes dans le film The Dictator (2012), entourant l'amiral-général Shabazz Aladeen (Sacha Baron Cohen), parodie du colonel Kadhafi.